# Mihnea Gheorghiu
Pour les articles homonymes, voir Gheorghiu.
Mihnea Gheorghiu, né le 5 mai 1919 à Bucarest et mort le 11 décembre 2011, était  un écrivain, traducteur, scénariste et cinéaste roumain, membre de l'Académie roumaine depuis 1996.
Mihnea Gheorghiu a réalisé les scénarios de plusieurs films roumains.

## Filmographie
- 1961 : Porto-Franco de Paul Călinescu d'après le roman de l'écrivain roumain Jean Bart
- 1962 : Tudor de Lucian Bratu
- 1966 : Zodia Fecioarei de Manole Marcus
- 1972 : Padurea pierduta de Andrei Blaier
- 1973 : Dimitrie Cantemir de Gheorghe Vitanidis
- 1975 : Hyperion de Mircea Veroiu
- 1978 : Tanase Scatiu de Dan Pita d'après le roman de Duiliu Zamfirescu
- 1980 : Burebista de Gheorghe Vitanidis